# 枚方東インターチェンジ
枚方東インターチェンジ（ひらかたひがしインターチェンジ）は大阪府枚方市の第二京阪道路上にあるインターチェンジ。枚方市街への最寄りインターチェンジのひとつである。
建設時の仮称は、枚方北インターチェンジであった。

## 道路
- E89 第二京阪道路（6番）

## 接続する道路
- 国道307号
- 大阪府道17号枚方高槻線

## 歴史
- 2003年3月30日 : 巨椋池IC-枚方東IC間開通に伴い供用開始
- 2010年3月20日 : 枚方東IC-門真JCT間開通
- 2025年3月12日 : 料金所がETC専用になる[2]。

## 周辺
- 大阪国際大学
- 王仁公園
- JR片町線（学研都市線） 藤阪駅

## 隣
E89 第二京阪道路
(4) 八幡東IC - (10) 八幡京田辺JCT - 京田辺TB - (5) 京田辺松井IC - 京田辺PA - (6) 枚方東IC - (7) 枚方学研IC